# St. Maria (Reichenbach)

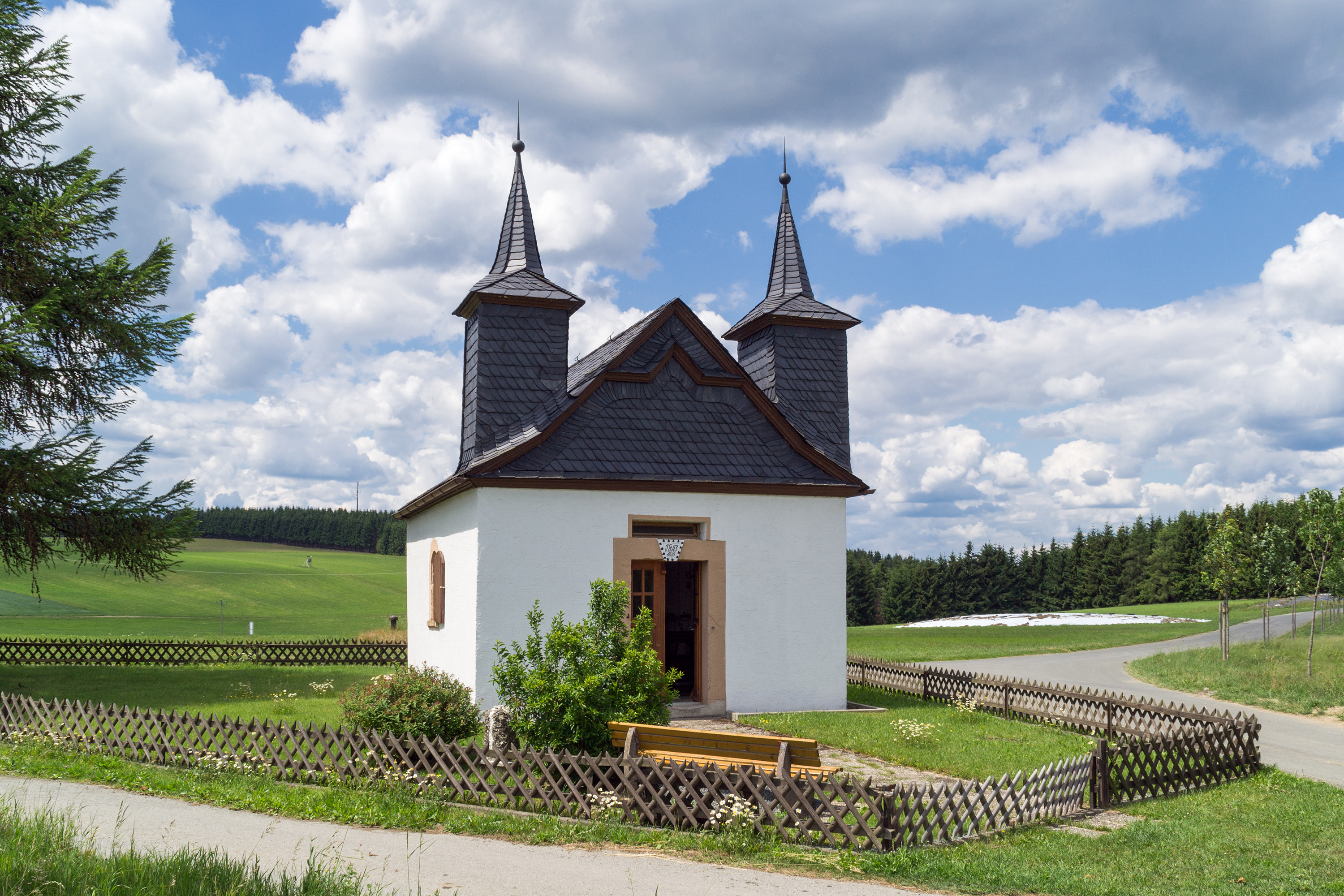
Feldkapelle St. Maria

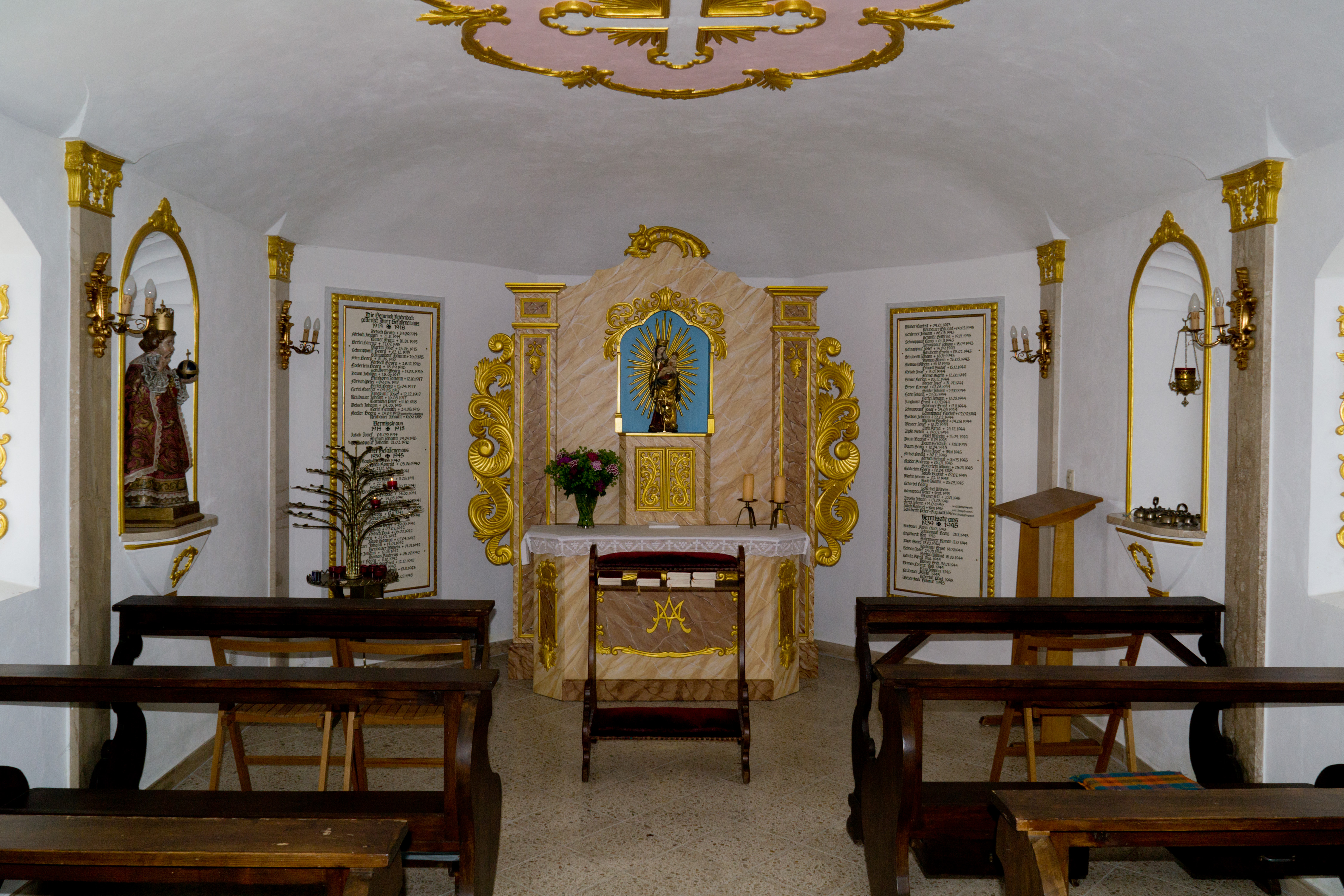
Innenraum der Kapelle

Die Feldkapelle St. Maria ist eine der Gottesmutter Maria geweihte Feldkapelle, die sich etwa 500 Meter südwestlich des Ortskerns der oberfränkischen Gemeinde Reichenbach befindet.

## Geschichte
Die Kapelle wurde im Jahr 1824 vom Reichenbacher Wirt Johann Georg Neubauer in Auftrag gegeben. Obwohl der Bau bereits 1826 abgeschlossen war, weihte sie Georg Greim, Pfarrer der nahe gelegenen Stadt Teuschnitz, erst zehn Jahre später im Dezember 1836; der Grund für diese Verzögerung ist nicht überliefert. Nach dem Aussterben der Familie Neubauer wurde die Kapelle 1838 versteigert und ging vermutlich zusammen mit dem Bauernhof und der Gaststätte der Familie Neubauer in den Besitz der Familie Schnappauf über.
Im Jahr 1943 wurden vor allem im Außenbereich der Kapelle umfangreiche Reparaturarbeiten vorgenommen, nachdem sich der Zustand des Gebäudes durch Vernachlässigung und Wind und Wetter ständig verschlechtert hatte. Mitte der 1970er Jahre wurde auch der Innenbereich restauriert.
Im Jahr 2006 wurde die inzwischen unter Denkmalschutz stehende Kapelle nochmals aufwändig restauriert und am 17. September 2006 von Ludwig Schick, dem Erzbischof von Bamberg, geweiht.

## Architektur und Ausstattung
Die schlichte rechteckige, weiß verputzte Saalkirche mit Drei-Achtel-Schluss auf der Altarseite fällt besonders durch die beiden kleinen Türme auf, die aus dem Satteldach herauswachsen. Dach und Türme sind mit schwarzem Schiefer gedeckt.
Die bescheidene Ausstattung ist im Geschmack des Barocks gehalten.